# Melochia gardneri
Melochia gardneri är en malvaväxtart som beskrevs av Thomas Archibald Sprague. Melochia gardneri ingår i släktet Melochia och familjen malvaväxter. Inga underarter finns listade i Catalogue of Life.